# Лупи (Терамо)
Лупи (итал. Lupi) је насеље у Италији у округу Терамо, региону Абруцо.
Према процени из 2011. у насељу је живело 29 становника. Насеље се налази на надморској висини од 66 м.